# Ozognathus
Ozognathus is een geslacht van kevers uit de familie van de klopkevers (Anobiidae).

## Soorten
- Ozognathus cornutus LeConte, 1859
- Ozognathus dubius Fall, 1905
- Ozognathus floridanus LeConte, 1878